# Мевлют Чавушоглу
Мевлют Чавушоглу (на турски: Mevlüt Çavuşoğlu, произношението е по-близо до Чавушоулу) е турски политик, депутат във Великото национално събрание на Турция, излъчен от провинция Анталия. За първи път става депутат на парламентарните избори през 2002 г. Той е сред учредителите на Партията на справедливостта и развитието (ПСР). В периода 2010 – 2012 г. е президент на Парламентарната асамблея на Съвета на Европа. От 24 ноември 2015 г. до 6 юни 2023 г. е министър на външните работи на Турция.

## Ранен живот и образование
Чавушоглу е роден в Алания, провинция на Анталия.Завършва факултета по политически науки в Анкара през 1988 г., където учи международни отношения. След това получава магистърска степен по икономика от университета Лонг Айлънд в Ню Йорк,
и следва докторантура в университет в Билкент, Анкара.
Бил е научен сътрудник в Лондонското училище по икономика и политически науки, където известно време е бил президент на турското общество. 

## Личен живот
Женен с едно дете. Владее турски, английски, немски и японски. Изучава руски език. Брат му Хасан е президент на футболния клуб Аланияспор.

## Кариера

### Съвет на Европа
Чавушоглу се присъединява към Съвета на Европа през 2003 г., а скоро след това е назначен за ръководител на турската делегация и заместник-председател на събранието
По време на събранието през януари 2010 г. Чавушоглу бе номиниран и избран на 25 януари 2010 г. да замени президента в оставка Луис Мария де Пуч от Испания. При промяна през октомври това беше причината да не получи допълнителни отговорности в правителството на премиера Реджеп Тайип Ердоган. Кандидатурата му за този пост беше подкрепена от всички основни партии в Турция. Той става президент само месеци преди Турция да поеме председателството на комитета на министрите на Съвета на Европа (ноември 2010 г.) и в същото време, когато е имало турски президент на Конгреса на Съвета на Европа. През 2012 г. Чавушоглу бе наследен от французина Жан-Клод Миньон.

### Разговори с Афганските лидери 2021 г.
През август 2021 г.  Чавушоглу казва, че:
| „ | Турция е в преговори с всички партии в Афганистан, включително талибаните | “ |

и
| „ | разглежда положително посланията, изпратени от ислямистките бойци | “ |

след падането на Кабул. 
Министерството каза още, че турското посолство в Кабул ще продължи да функционира и не се очаква да бъде затворено.
През октомври 2021 г. Чавушоглу се срещa с афганистанския външен министър Амир Хан Мутаки в Анкара. Той призовава международната общност да се ангажира с талибаните.

## Отличия и медали
| Емблема | Награди                                         | Страни      | Дата            | Мястоположение | Източник |
| ------- | ----------------------------------------------- | ----------- | --------------- | -------------- | -------- |
|         | Орден за заслуги към Украйна (3-ти клас)        | Украйна     | 24 Август 2013  | Киев           | [ 6 ]    |
|         | Големият кордон на Ордена на Изгряващото Слънце | Япония      | 9 Август 2019   | Анкара         | [ 7 ]    |
|         | Орден за приятелство                            | Азербайджан | 5 Февруари 2020 | Баку           | [ 8 ]    |
|         | Орден за заслуги към Украйна (2-ри клас)        | Украйна     | 22 Август 2020  | Киев           | [ 9 ]    |
|         | Полумесец на Пакистан                           | Пакистан    | 12 Януари 2021  | Исламабад      | [ 10 ]   |